# 東京にオリンピックを呼んだ男
『東京にオリンピックを呼んだ男』（とうきょうにオリンピックをよんだおとこ）は、フジテレビで2014年10月11日（土曜）21:00 - 23:55に放送された日本のスペシャルテレビドラマ。フジテレビ開局55周年記念ドラマ。
1964年東京オリンピックの誘致に尽力した日系アメリカ人、フレッド・イサム・ワダ（和田勇）を主人公に、和田がスポーツ界に係るきっかけからオリンピック誘致に成功するまでを描いた。原作は高杉良『祖国へ、熱き心を - 東京にオリンピックを呼んだ男 -』。

## キャスト
- フレッド和田勇（主人公）：大沢たかお[1]
- 和田正子（勇の妻）：常盤貴子
- 和田グレース美弥子（勇の長女）：小野ゆり子（幼少期：遠藤璃菜、少女期：永野芽郁）
- 和田ジュニア時雄（勇の長男）：浅利陽介（幼少期：星流）
- 和田メリーまりこ（勇の次女）：広瀬すず（少女期：高橋萌衣） - 視力が悪い。のちに失明をし手術する。
- ニーナ（勇の曾孫）：本田翼
- 北島義彦（東京都議会議員）：萩原聖人
- 八田一朗（JOC委員）：小澤征悦
- 清川正二（水泳日本代表監督）：光石研
- 橋爪四郎（水泳日本代表）：勝地涼
- 古橋廣之進（水泳日本代表）：中尾明慶
- 村山修一（水泳日本代表）：大津尋葵
- 浜口喜博（水泳日本代表）：廣瀬裕一郎
- 丸山茂幸（水泳日本代表）：河野朝哉
- 田中純夫（水泳日本代表）：日向寺雅人
- 日系ブラジル人：渡辺いっけい
- カルロス江藤：堀部圭亮
- エリック坂部：阿部亮平
- ショーン松尾：金田明夫
- 工野七五郎：螢雪次朗
- 闇市の男：泉谷しげる
- 通訳兼運転手：石井正則
- ベネズエラ日本国大使館 参事官：菊池均也
- 橋爪信枝（橋爪の母）：泉ピン子
- 平沢和重（NHK解説員）：橋爪功
- 田畑政治（日本水泳連盟会長・IOC総務主事）：西田敏行
- その他：冨家規政、ジアン・ホンジユン、剛たつひと、難波圭一、伊澤柾樹、志田弦音　ほか

## スタッフ
- 原作：高杉良
- 脚本：寺田敏雄
- 監督：西浦正記
- 音楽：得田真裕
- 主題歌：中島みゆき「鷹の歌」（作曲・作詞：中島みゆき、編曲：瀬尾一三）
- 特殊メイク：百武朋、並河学
- 水泳指導：鈴木浩二
- 医療監修：毛塚剛司
- 振付：西川箕乃助
- 映像協力：監督：市川崑『東京オリンピック』
- 映像提供：読売新聞社
- 取材協力：北岡和義（JATV）、御坊ロータリークラブ、セルバンテス文化センター東京
- ニュージーランド撮影コーディネート：NZ Network
- 技術協力：バスク
- 装飾：京映アーツ
- 照明協力：嵯峨映画
- プロデュース：椿宜和、河添太
- 総合プロデュース：羽鳥健一、関口大輔
- 協力：日本オリンピック委員会、日本水泳連盟、ニュージーランド航空
- 制作協力：角川大映スタジオ
- 制作著作：フジテレビジョン